# أمادو صموئيل
أمادو صموئيل (بالإنجليزية: Amado Samuel)‏ هو لاعب كرة قاعدة دومينيكاوي، ولد في 6 ديسمبر 1938 في سان بيدرو دي ماكوريس في جمهورية الدومينيكان.

## وصلات خارجية
- أمادو صموئيل على موقع جمعية أبحاث البيسبول الأمريكية (الإنجليزية)